# Suplac
Suplac là một xã thuộc hạt Mureș, România. Dân số thời điểm năm 2002 là 2369 người.